# Antonow An-178
Die Antonow An-178 ist ein zweistrahliges, vom ukrainischen Flugzeughersteller Antonow entwickeltes und zur An-148-Familie gehörendes Transportflugzeug. Der Entwurf basiert auf der Antonow An-158, besitzt jedoch einen anderen Rumpfquerschnitt.
Die An-178 soll veraltete Flugzeuge wie die An-12, An-26 und An-32 ersetzen.

## Geschichte
Die Entwicklung begann im Jahre 2010 mit dem Ziel, ein Transportflugzeug als Ersatz für die veralteten Flugzeugtypen Antonow An-12, Antonow An-26 und Antonow An-32 zu entwickeln. Der Erstflug des Prototyps fand am 7. Mai 2015 mit dem Testpiloten Andrei Spassibo statt. Am selben Tag gab der Präsident von Silk Way Airlines die Vertragsunterzeichnung für die Bestellung von zehn An-178 bekannt. Die chinesische Firma A-Star äußerte die Absicht zum Kauf zweier Flugzeuge und eine eventuelle Produktion im eigenen Land.
Erster militärischer Nutzer könnte Saudi-Arabien werden, das Ende 2015 eine Absichtserklärung für 30 Exemplare für die Royal Saudi Air Force unterzeichnete. Der Irak folgte 2016 und will eine An-178 erwerben. Aserbaidschan erhält 10 Flugzeuge in Form von Montagesätzen, welche ab 2016 innerhalb von 2 Jahren im Land montiert werden sollten und – wie bereits oben erwähnt – für Silk Way Airlines bestimmt sind. Durch eine Kostenerhöhung von ca. 25 Mio. US $ auf ca. 45 Mio. US $ pro Einheit wurde noch kein Exemplar gebaut. Grund hierfür ist, dass (günstigere) russische Komponenten durch westliche ersetzt werden mussten. Aserbaidschan bot an, die russischen Teile zu beschaffen und sie für die Fertigstellung der Bausätze in die Ukraine zu liefern. Eine Einigung zwischen Antonow und den Vertretern Aserbaidschans/Silk Way Airlines konnte bisher noch nicht erzielt werden.
Nach Beendigung der Zusammenarbeit mit Russland, soll die An-178, im Rahmen des An-1x8 Next Programms, mit Hilfe der Boeing-Tochter Aviall überarbeitet werden. Ende August 2020 präsentierte Antonow die erste überarbeitete An-178, die zu zwei Dritteln aus amerikanischen und einem Drittel ukrainischer Komponenten besteht. Das Flugzeug ist Teil einer Bestellung des Innenministeriums von Peru, die im November 2019 bekannt wurde. Das Abkommen sieht die Produktion und Lieferung von Flugzeugen für die peruanische Nationalpolizei vor und bietet ein Paket von Dienstleistungen für die Ausbildung, Wartung und Verlängerung der Garantie. Ab dem Jahr 2023 will Antonow zwölf überarbeitete An-178 pro Jahr bauen. Neben der Bestellung aus Peru könnte ein weiterer Nutzer Indien werden, das die Zusammenarbeit mit Russland zum Bau der Il-214 eingestellt hat und sich als Ersatz für seine An-26 jetzt auf die An-178 konzentriert. Daneben gibt es Interessenten aus Aserbaidschan, der Türkei und Saudi-Arabien. Drei An-178 will das ukrainische Verteidigungsministerium kaufen. Ende März 2021 verkündete Antonov, dass der Rumpf der ersten Maschine fertiggestellt wurde.
Der Prototyp wurde am 9. Oktober 2024 mit der Kennung UR-EXP von Kiew-Hostomel (GML) nach mehrjähriger Einlagerung nach Polen (BZG) überführt.

## Konstruktive Ausführung und Technik
Das Flugzeug basiert größtenteils auf der An-158 und besitzt genau wie diese eine Schulterdeckerauslegung mit Wingtips sowie ein T-Leitwerk. Im Unterschied zur An-158 besteht das Hauptfahrwerk aus einem Gestell für zwei Zwillingsreifen. Unter den Tragflächen befinden sich zwei Progress-D-436-148FM-Turbofantriebwerke. Die Flugsteuerung verwendet ein fly-by-wire-System und besitzt ein mechanisch betätigtes Reservesystem mit Seilzügen. Die Reichweite des Flugzeugs liegt bei 1000 Kilometern bei einer Nutzlast von 18 Tonnen bzw. 3700 Kilometern bei 10 Tonnen.

## Technische Daten

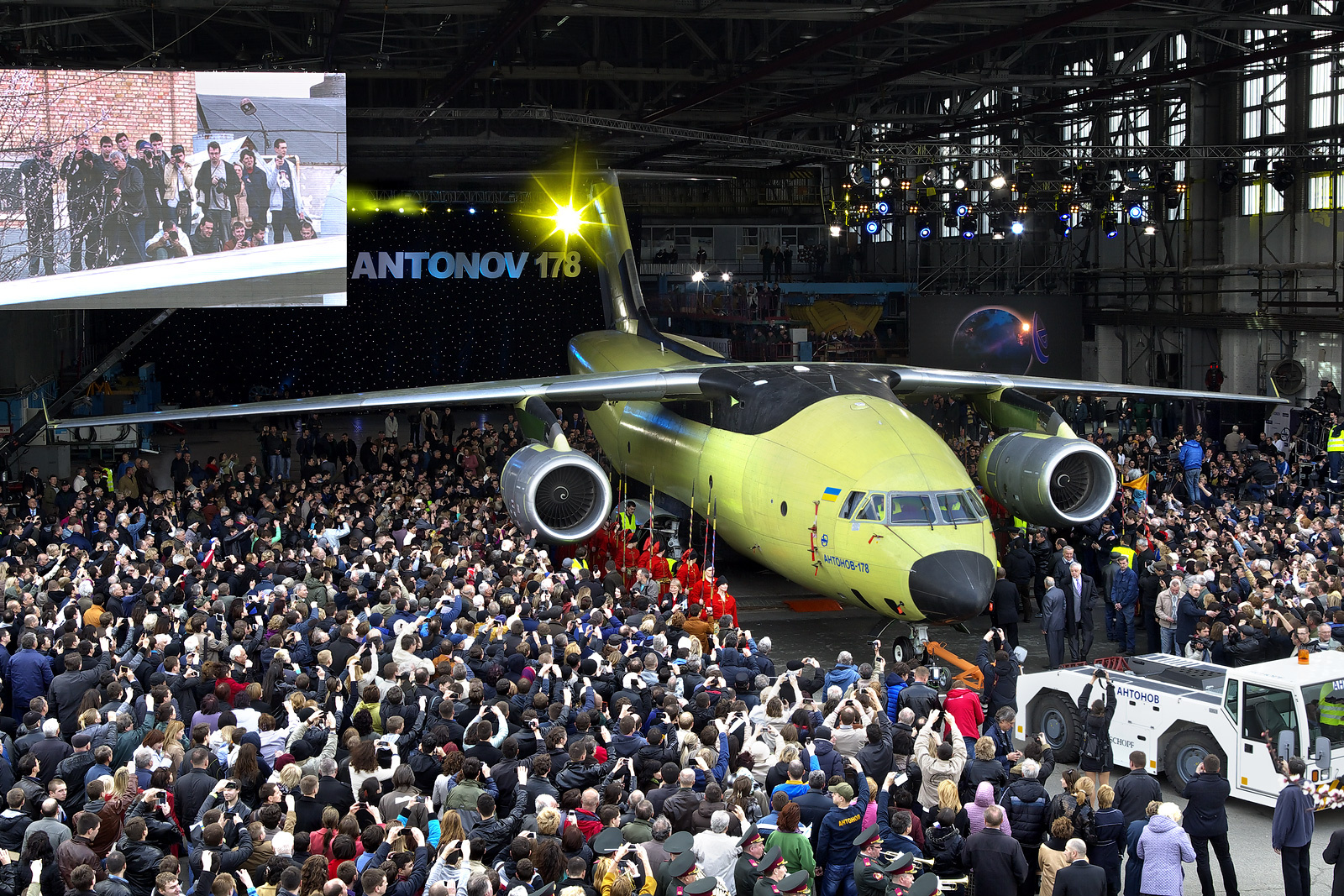
Antonow An-178 beim Rollout 2015

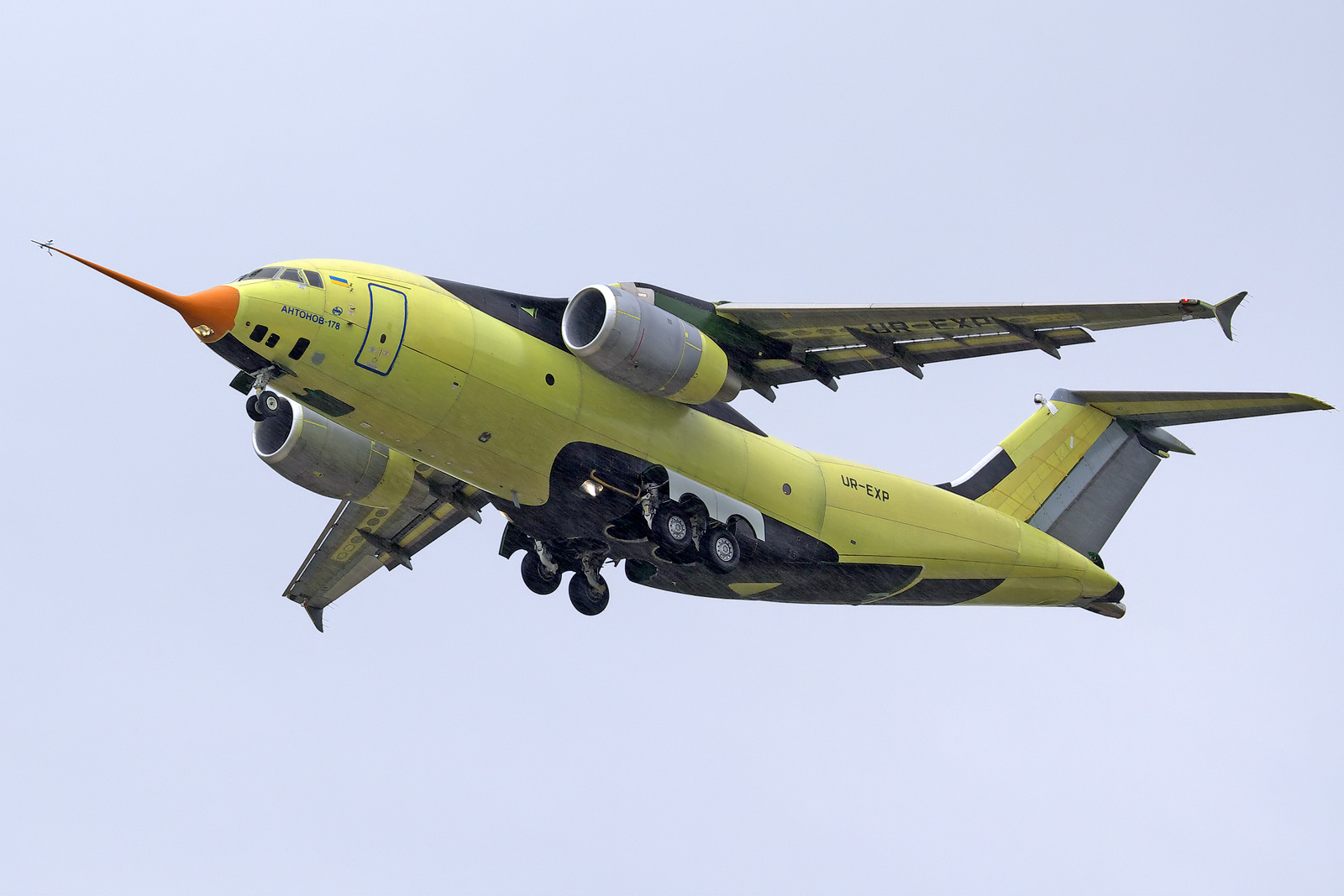
Jungfernflug der An-178

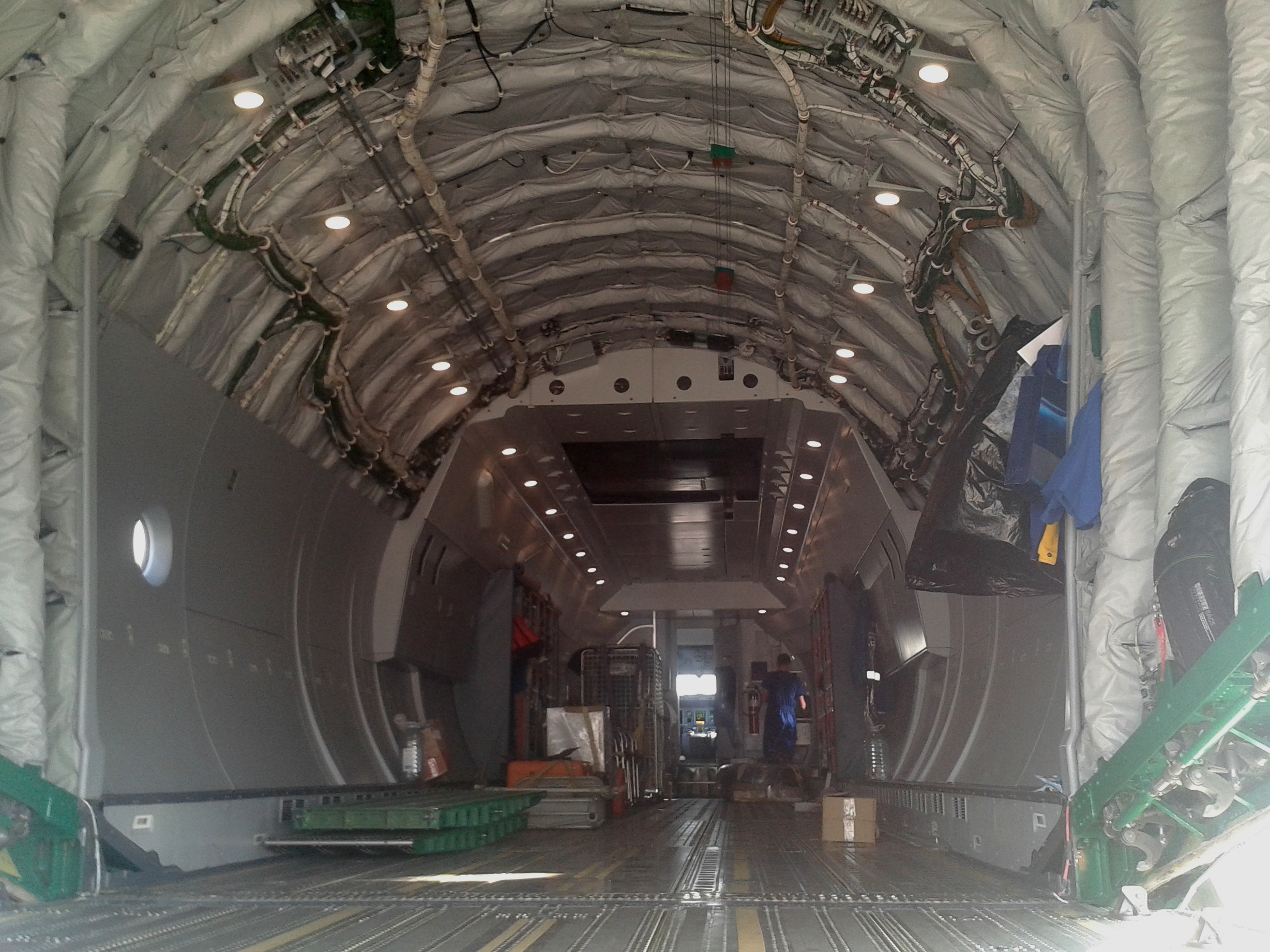
Blick in den Frachtraum der An-178

| Kenngröße             | Daten                                                         |
| --------------------- | ------------------------------------------------------------- |
| Länge                 | 32,23 m                                                       |
| Spannweite            | 30,57 m                                                       |
| Höhe                  | 9,65 m                                                        |
| Flügelfläche          | 87,32 m²                                                      |
| Flügelstreckung       | 10,7                                                          |
| max. Nutzlast         | 18.000 kg                                                     |
| Triebwerke            | 2 × Progress-D-436-148FM                                      |
| Höchstgeschwindigkeit | 825 km/h                                                      |
| Dienstgipfelhöhe      | 12.200 m                                                      |
| Reichweite            | 1.000 km mit 18 t Zuladung 3.700 km mit 10 t 5.500 km mit 5 t |